# Herihór
Herihór ókori egyiptomi katonatiszt, núbiai alkirály és Ámon főpapja volt a XX. dinasztia uralmának vége felé, XI. Ramszesz uralkodása alatt, majd a harmadik átmeneti kor kezdetén. Théba uraként egész Felső-Egyiptomot és Núbiát kormányozta, miközben a taniszi székhelyű fáraó hatalma csak Alsó-Egyiptomra terjedt ki. Herihór gyakorlatilag egyenrangúnak tekintette magát az uralkodóval, ami azt is jelzi, hogy teljes fáraói titulatúrát vett fel, nevét kártusba írta.

## Helye a kronológiában és a genealógiában
Pályafutását hagyományosan Pianh Ámon-főpapé elé helyezik, mivel utóbbit a fiának tartották. Ez azonban azon alapul, hogy Richard Lepsius tévesen rekonstruálta a Honszu-templom egyik feliratát; a mai álláspont szerint a részben fennmaradt név, mely Herihór fiára utal, nem a [Pi]anh, ha nem az Anh[efenmut] név. Karl Jansen-Winkeln azóta úgy tartja, Pianh nem utóda, hanem elődje volt Herihórnak thébai főpapként, és Herihór túlélte XI. Ramszeszt, majd Pianh fia, I. Pinedzsem követte a főpapi székben. Amennyiben ez az elmélet helyes, úgy Herihór Pianh után szolgált főpapként, és több ideig, mint az eredetileg neki tulajdonított hat év.

## Élete
Származása ismeretlen, de úgy vélik, szülei líbiaiak lehettek. Karl Jansen-Winkeln 1992-es tanulmánya (ZAS 119) szerint Pianh, akit egykor Herihór örökösének tartottak, valójában az elődje lehet. Herihór a hadseregben kezdte pályáját, a XX. dinasztia utolsó uralkodója, XI. Ramszesz idején, és fontos szerepet játszott a rend helyreállításában és Paneheszi núbiai alkirály kiűzésében Thébából. Felesége, Nodzsmet talán XI. Ramszesz lánya volt, és korábban talán Pianh felesége is, amennyiben Jansen-Winkeln feltételezése helyes. A karnaki Honszu-templom oszlopcsarnokának dekorációja arról tanúskodik, Herihór éveken át szolgált XI. Ramszesz uralkodása alatt, mert engedelmesen teljesíti Ámon-főpapi kötelezettségeit. Ezek után egyre több címet vett fel, köztük a vezíri címet, végül nyíltan elkezdte használni a királyi címet is, még ha névlegesen el is ismerte XI. Ramszesz fennhatóságát egész Egyiptom fölött. Napjainkban vitatott, hogy Herihór pályafutásának uralkodói szakasza még Ramszesz életében vagy már halála után kezdődött.
Herihór hatalma Thébán és környékén kívülre sosem terjedt ki igazán, és lehetséges, hogy Ramszesz akár két évvel is túlélte, bár Jansen-Winkeln amellett érvel, hogy Herihór csak Ramszesz halála után tett szert egyfajta uralkodói státuszra Thébában, valamint csak ekkor vett fel uralkodói titulatúrát – a Jansen-Winkeln érveit elfogadó Arno Egberts szerint csak vonakodva. Az, hogy Herihór királyi előjogokra tett szert, a Honszu-templom dekorációján megfigyelhető, feliratai azonban „semmit nem árulnak el abból a királyi státusból, amelyet a Honszu-templom udvarának kortárs jelenetei és feliratai szerint élvezett.” Bár Herihór és felesége, Nodzsmet us kártusba írták nevüket temetkezési kellékeik feliratain, uralkodásuk csak Théba és környéke egy elég meghatározott területére korlátozódott, XI. Ramszesz neve azonban országszerte szerepelt a hivatalos dokumentumokon. A wehem meszut korszakban Herihór mint thébai főpap és XI. Ramszesz csendesen elfogadták az új politikai helyzetet, melyben Ámon főpapja nemhivatalosan ugyanolyan hatalommal bírt, mint a fáraó. A Herihór 5. évében keletkezett Wenamon története. Herihór 5. és 6. évét múmiapólyákon is említik. XI. Ramszesz és XXI. dinasztiabeli utódainak szakítása a thébai Ámon-papsággal (amit az egyiptomiak wehem meszut, „újjászületés”) néven említenek) Felső- és Alsó-Egyiptom nemhivatalos elszakadásával járt: Alsó-Egyiptomot a taniszi székhelyű uralkodócsalád, Felső-Egyiptomot a thébai Ámon-papság irányította. Ez a megosztottság csak a líbiai XXII. dinasztiához tartozó I. Sesonk hatalonmra kerülésével ért véget i. e. 943-ban; Sesonk fiát, Juputot nevezte ki főpappá Thébában, ezzel hatalma az egész országra kiterjedt.

## Herihór és Nodzsmet kérdése

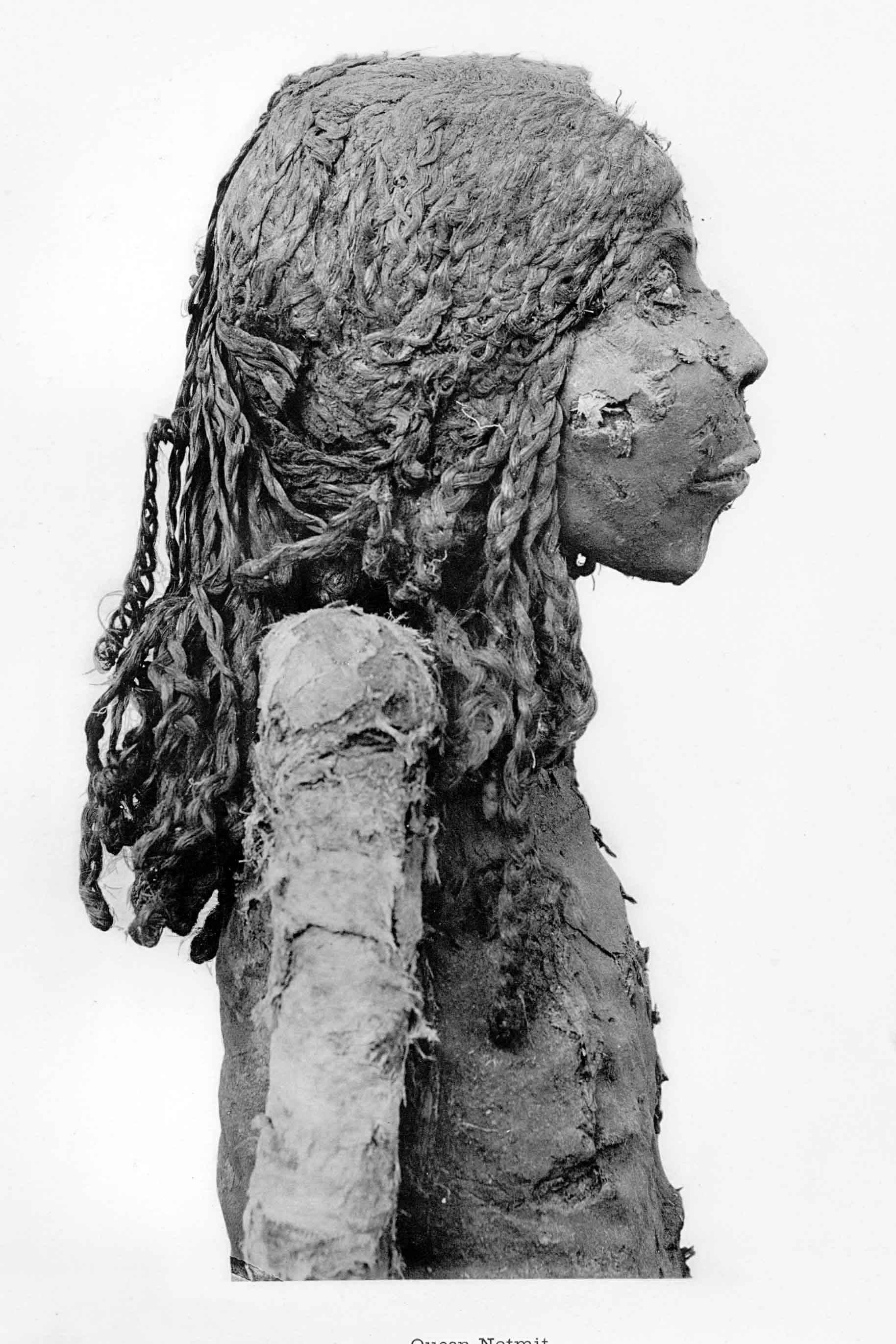
Nodzsmet, Herihór felesége vagy anyja

Biztosan tudni, hogy Herihórnak volt egy Nodzsmet nevű felesége; nevét említi a karnaki Honszu-templom, ahol Herihór gyermekeit vezeti egy ábrázoláson, valamint a Leiden V 65 sztélé, ahol férjével együtt ábrázolják – Herihór itt még csak főpapként szerepel, a királyságra tett bárminemű utalás nélkül, így a sztélé pályája elejéről származhat. Nodzsmetet általában azonosítják azzal a múmiával, amit Dejr el-Bahariban találtak, a TT320-as sírban, a Halottak Könyve két példányával. Ezek egyike, a BM 10490 papirusz (ma a British Museumban) „a király anyja, Nodzsmet, a király anyjának, Hrerének a lánya” tulajdona volt. A szövegben Nodzsmet nevét kártusba írják, anyjáét nem. Mivel ezt a Nodzsmetet többnyire Herihór feleségének tekintik, Hrere címét gyakran értelmezik úgy, hogy „a király anyósa”, bár egy másik címe, „az Erős Bika szülője” azt sugallja, tényleg szült egy uralkodót.
Mára azonban vitatottá vált az a vélekedés, hogy csak egy Nodzsmet nevű királyné volt; új támogatásra talált a régi elmélet, mely szerint a TT320-ban talált múmia Herihór anyjáé volt, nem a feleségéé.
Bár az kétségtelen, hogy Herihórnak volt egy Nodzsmet nevű felesége (ezt már Champollion felismerte), Naville már 1878-ban feltételezte, hogy Herihór anyját is Nodzsmetnek kellett, hogy hívják. Ezt a BM 10541 papiruszra alapozta, ami a múmia mellett talált másik Halottak Könyve-példány. Amint arra A. Thijs rámutatott, figyelemreméltó, hogy bár Herihór szerepel a papiruszon, Nodzsmetet a két papirusz egyikén sem említik királynéként, csak a király anyjaként. Ez a TT320-ban talált minden forrásra igaz.
A XX. és XXI. dinasztia közti átmenet idején élt királyi családban gyakori volt a nevek ismétlődése, így az, hogy Herihór anyját és feleségét ugyanúgy hívják, nem különösebben meglepő. Amennyiben a TT320-ban talált Nodzsmet valóban Herihór anyja, akkor Hrere nem az anyja vagy anyósa, hanem a nagyanyja volt Herihórnak. Hrere így lehetett Amenhotep Ámon-főpap felesége is.

## Az etióp hagyományban
Az etióp királylisták a Sábát uraló Joktán vagy Akházjáhu dinasztia uralkodói közt hagyományosan megemlítik Herihórt és örököseit II. Pinedzsemig. Úgy tartják, tizenhat éven át uralkodott Etiópiában amellett, hogy Egyiptom de facto uralkodója volt. Tekletsadiq Mekuria etióp történész szerint Herihór apja Amenhotep Ámon-főpap volt, anyja pedig IV. Ramszesz egyik lánya.

## Név, titulatúra
A fáraók titulatúrájának magyarázatát és történetét lásd az Ötelemű titulatúra szócikkben.
| G5 |

| G5 |

| E1 · D40 | zA | Z1 | i | mn · n |

| E1 · D40 | zA | Z1 | i | mn · n |

| E1 · D40 | zA | Z1 | i | mn · n |

| E1 · D40 | zA | Z1 | i | mn · n |

| G5 |

| G5 |

| E1 · D40 | zA | Z1 | i | mn · n |

| E1 · D40 | zA | Z1 | i | mn · n |

| E1 · D40 | zA | Z1 | i | mn · n |

| E1 · D40 | zA | Z1 | i | mn · n |

| G16 |

| G16 |

| S29 | W3 · N5 | D58 | S40 | X1 · N24 · O49 | Aa13 · Y5 | W24 · W24 · W24 | G36 · D21 |

| S29 | W3 · N5 | D58 | S40 | X1 · N24 · O49 | Aa13 · Y5 | W24 · W24 · W24 | G36 · D21 |

| G16 |

| G16 |

| S29 | W3 · N5 | D58 | S40 | X1 · N24 · O49 | Aa13 · Y5 | W24 · W24 · W24 | G36 · D21 |

| S29 | W3 · N5 | D58 | S40 | X1 · N24 · O49 | Aa13 · Y5 | W24 · W24 · W24 | G36 · D21 |

| G8 |

| G8 |

|  |

| G8 |

| G8 |

|  |

| M23 | L2 |

| M23 | L2 |

| nTr | U36 | tp | p · n | i | mn · n |

| nTr | U36 | tp | p · n | i | mn · n |

| nTr | U36 | tp | p · n | i | mn · n |

| nTr | U36 | tp | p · n | i | mn · n |

| nTr | U36 | tp | p · n | i | mn · n |

| nTr | U36 | tp | p · n | i | mn · n |

| nTr | U36 | tp | p · n | i | mn · n |

| nTr | U36 | tp | p · n | i | mn · n |

| M23 | L2 |

| M23 | L2 |

| nTr | U36 | tp | p · n | i | mn · n |

| nTr | U36 | tp | p · n | i | mn · n |

| nTr | U36 | tp | p · n | i | mn · n |

| nTr | U36 | tp | p · n | i | mn · n |

| nTr | U36 | tp | p · n | i | mn · n |

| nTr | U36 | tp | p · n | i | mn · n |

| nTr | U36 | tp | p · n | i | mn · n |

| nTr | U36 | tp | p · n | i | mn · n |

| G39 | N5 | \| \| |
|     |    |       |

|  |

| G39 | N5 | \| \| |
|     |    |       |

|  |

| i | mn · n | H8 · Z1 | pt | G5 |

| i | mn · n | H8 · Z1 | pt | G5 |

| i | mn · n | H8 · Z1 | pt | G5 |

| i | mn · n | H8 · Z1 | pt | G5 |

| i | mn · n | H8 · Z1 | pt | G5 |

| i | mn · n | H8 · Z1 | pt | G5 |

| i | mn · n | H8 · Z1 | pt | G5 |

| i | mn · n | H8 · Z1 | pt | G5 |

| G39 | N5 | \| \| |
|     |    |       |

|  |

| G39 | N5 | \| \| |
|     |    |       |

|  |

| i | mn · n | H8 · Z1 | pt | G5 |

| i | mn · n | H8 · Z1 | pt | G5 |

| i | mn · n | H8 · Z1 | pt | G5 |

| i | mn · n | H8 · Z1 | pt | G5 |

| i | mn · n | H8 · Z1 | pt | G5 |

| i | mn · n | H8 · Z1 | pt | G5 |

| i | mn · n | H8 · Z1 | pt | G5 |

| i | mn · n | H8 · Z1 | pt | G5 |

## Fordítás
- Ez a szócikk részben vagy egészben  a   Herihor című angol Wikipédia-szócikk ezen változatának fordításán alapul.  Az eredeti cikk szerkesztőit annak laptörténete sorolja fel. Ez a jelzés csupán a megfogalmazás eredetét és a szerzői jogokat jelzi, nem szolgál a cikkben szereplő információk forrásmegjelöléseként.